# Kitty B
Kitty B é uma cantora irlandesa. B foi a representante da Irlanda no Festival Eurovisão da Canção 2008.